# Elizabeth Phillips Hughes
Elizabeth Phillips Hughes, MBE, nota anche con lo pseudonimo di Merch Myrddin (nome bardico) (Carmarthen, 12 luglio 1851 – Barry, 19 dicembre 1925), è stata un'educatrice, conferenziere e amministratore di college britannica, una studiosa, promotrice gallese dell'istruzione femminile e prima direttrice del Cambridge Training College for Women.

## Biografia

### Primi anni
Elizabeth Phillips Hughes nacque a Carmarthen, nel Carmarthenshire, figlia di John Hughes e Anne Phillips Hughes. Suo padre era il primo ufficiale medico del Carmarthen. Era la sorella del riformatore metodista Hugh Price Hughes. Ebbe poca istruzione da bambina, ma in seguito frequentò una scuola privata a Cheltenham, diventando infine insegnante al Cheltenham Ladies' College, sotto la guida di Dorothea Beale. Ha anche frequentato il Newnham College di Cambridge, iniziando all'età di 30 anni, e diventando la prima donna dell'università a ottenere il massimo dei voti in scienze morali.

## Carriera

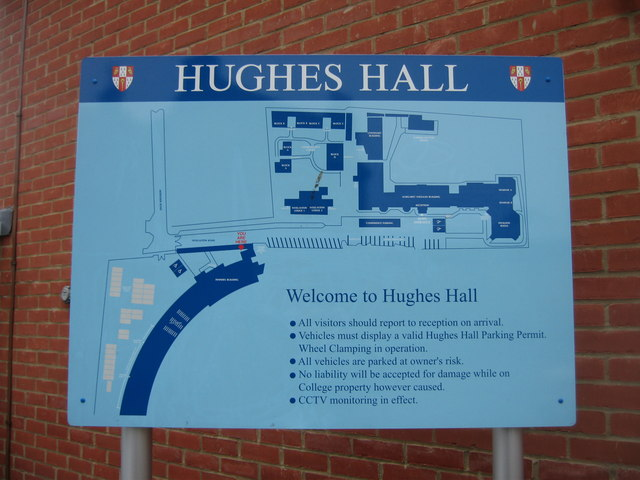
La Hughes Hall, vicino a Cambridge

### A Cambridge
Nel 1884 la Hughes fu nominata primo preside del Cambridge Training College for Women, in seguito Hughes Hall, ribattezzato così in suo onore. Sotto la sua guida il college si espanse, fu incorporato e aggiunse facoltà e strutture, tra cui una biblioteca, un museo e un liceo classico. Nel 1887 le fu chiesto di entrare a far parte di un comitato del Dipartimento dell'Istruzione che esaminava il sistema "allievo-insegnante" presieduto dall'ispettore capo delle scuole, Thomas Wetherherd Sharpe. Furono intervistate solo tre donne: la Hughes, Lydia Manley del college di formazione Stockwell e l'ispettrice scolastica Sarah Bannister. Il rapporto del comitato portò a una politica che causò la chiusura dei centri per alunni-insegnanti che erano stati istituiti entro la fine del secolo.
Si ritirò dal college nel 1899.

### Attività internazionali e in tempo di guerra
Dopo aver lasciato Cambridge visse con il fratello minore John Arthur Hughes a Barry, ma si era appena ritirata dai suoi interessi educativi e di riforma. "Sento profondamente che il mondo vuole cambiare molto", spiegò del suo lavoro. Durante una conferenza e un viaggio di studio del 1901 negli Stati Uniti, incontrò Julia Ward Howe e Mary Tenney Castle e si interessò alla riforma carceraria; rimase colpita dalle disposizioni americane per la detenzione minorile e gli agenti di sorveglianza donne. Rimase con Tetsu Yasui e Hannah Riddell e incontrò Umeko Tsuda, mentre prestava servizio come visiting professor di inglese e sosteneva l'educazione fisica per le donne all'Università di Tokyo (1901-1902). Girò la Cina, la Malesia e l'Indonesia, partecipò al Congresso internazionale delle donne, e parlò alla riunione del 1903 dell'Unione nazionale delle lavoratrici. Durante la prima guerra mondiale era responsabile di un ospedale della Croce Rossa a Glamorgan e nel 1917 ricevette un MBE per il suo servizio in tempo di guerra.

### Istruzione in Galles
Per tutta la vita coltivò un interesse per l'istruzione in Galles, soprattutto per le ragazze. Nel 1884 vinse un premio al Liverpool National Eisteddfod per il suo saggio "The Higher Education of Girls in Wales". Pubblicò un opuscolo, The Educational Future of Wales (1894). Nel 1898 divenne segretaria dell'"Associazione per la Promozione dell'Educazione delle Ragazze in Galles". Ha contribuito a fondare un college per insegnanti a Barry nel 1914. Era l'unica donna nel comitato che redasse lo statuto dell'Università del Galles e nel 1920 ha ricevuto una laurea honoris causa da quell'università.

## Vita privata
La Hughes era un appassionata alpinista; ha scalato il Cervino all'età di 48 anni. Morì nel 1925, all'età di 74 anni, a Barry. Nel 2018 il suo luogo di nascita a Carmarthen è stato contrassegnato da una targa blu. Recentemente è apparsa in pubblicità per una campagna di raccolta fondi a Cambridge.